# Walter Leandro Capeloza Artune
Walter Leandro Capeloza Artune (Jaú, 18 novembre 1987) è un calciatore brasiliano, portiere del Mirassol.

## Palmarès

### Club

#### Competizioni statali
- Campionato paulista: 4

Corinthians: 2013, 2017, 2018, 2019

#### Competizioni internazionali
- Recopa Sudamericana: 1

Corinthians: 2013

#### Competizioni nazionali
- Campionato brasiliano: 2

Corinthians: 2015, 2017